# Fuck Art, Let's Dance!
Fuck Art, Let's Dance! est un groupe allemand d'indie pop, originaire de Hambourg.

## Histoire
Nico Cham, Romeo Sfendules et Tim Hansen se connaissent depuis l'école primaire. En 2009, ils forment Fuck Art, Let's Dance! Avant même la sortie d'un album, le groupe se fait remarquer dans les pays anglophones. En 2012, le premier EP fait l'objet d'une critique dans le NME et le groupe donne des concerts aux États-Unis en 2013, notamment au festival South by Southwest. En 2014, le groupe est rejoint par un bassiste, Damian Palm. La même année, le premier album du groupe, Atlas, sort sur Audiolith. En 2018, ils jouent en tête d'affiche du Pegasus Open Air à Mölln, la même année ils font une apparition dans le film de So was von da de Jakob Lass.

## Style musical
Le NME décrit le style musical de leur premier album comme de la « synthpop compacte avec des guitares acérées, des riffs de clavier souples et une batterie lancinante ». Der Spiegel trouve leur musique « dansante, mais [...] pas forcément facile à digérer pour le grand public ».

## Discographie
- 2012 : Lovers Arcade (EP, Audiolith)
- 2014 : Atlas (Audiolith)
- 2017 : Forward! Future! (Audiolith)